# 泰勒数
泰勒数（Taylor number，Ta）是流體力學中的無量綱描述流體因繞固定軸旋轉產生的離心力，相對其黏滯力的比例。 
傑弗里·英格拉姆·泰勒在1923年時在其有關流體穩定性的文章時，引入此物理量。
泰勒数是出現在兩個相對旋轉的平行圓柱或是同心圓柱之間的拖曳流动，在此情形下，系統的角速度並不均勻，例如外圓柱是靜止的，內圓柱在旋轉，慣性力會使此系統不穩定，而黏滯力會穩定此系統，將外擾及紊流減小。
另一方面，在其他情形下此旋轉效應會被穩定，例如Rayleigh商（Rayleigh discriminant）為正的圓柱形拖曳流动，此情形下沒有軸對稱的不穩定性。另一個例子是一個以均勻速度旋轉的水桶（即承受剛體旋轉），此時流體行為可以用泰勒－普勞德曼定理描述，小的運動會產生整個旋轉流場的純二維擾動。不過此時旋轉及黏滯力的效果會用埃克曼数及羅斯貝數來描述，不會使用泰勒数。
泰勒數有許多種定義，各定義不一定完全等效，最常用的是
{\displaystyle \mathrm {Ta} ={\frac {4\Omega ^{2}R^{4}}{\nu ^{2}}}}
其中{\displaystyle \Omega }為特徵角速率、R是垂直旋轉軸的特徵尺度、{\displaystyle \nu }為動黏度。
若在探討像泰勒-庫埃特流的慣量不穩定性時，會探討泰勒数及描述浮力和黏滯力大小的格拉曉夫數。當泰勒数大過格拉曉夫數一定的比例，會出現傳導形的不穩定性。類似的，在許多不同的系統及幾何外形時，若泰勒数大過一臨界值，會有慣性力的不穩定性，有時稱為泰勒不穩定性，會造成泰勒渦。
泰勒-庫埃特流描述在二個相對旋轉的同心圓柱之間的流體行為，一教科書中泰勒数的定義如下：
{\displaystyle \mathrm {Ta} ={\frac {\Omega ^{2}R_{1}(R_{2}-R_{1})^{3}}{\nu ^{2}}}}
其中R1為內圓柱的外徑，R2為外圓柱的內徑。
臨界的Ta約為3400。